# Hartry Field
Hartry Hamlin Field (* 30. November 1946) ist ein US-amerikanischer Philosoph. Seine Schwerpunkte liegen auf den Gebieten der Philosophie der Mathematik, der Wissenschaftstheorie und der Philosophie der Logik. Er ist vor allem als Vertreter eines Fiktionalismus bezüglich Mathematischer Gegenstände bekannt geworden.

## Leben und akademische Karriere
Field erwarb 1967 einen Bachelor in Mathematik an der University of Wisconsin in Madison, bereits im darauf folgenden Jahr erhielt er den Mastergrad für Philosophie an der Harvard University. Dort promovierte er unter Anleitung von Hilary Putnam. Sein Projekt war eine Auseinandersetzung mit dem Wahrheitsbegriff von Alfred Tarski. Der PhD wurde ihm 1972 verliehen. Seine einflussreichste Veröffentlichung aus dieser Zeit ist in Theory Change and the Indeterminacy of Reference, dort entwickelte er den Gedanken einer partiellen Denotation.
Bereits 1970, noch als Postgraduierter, wurde Field lecturer an der Princeton University, als Postdoc assistant professor (1972–1976). Schließlich wechselte er als associate professor an die University of Southern California; 1981 wurde er dort zum Professor ernannt. In den 80er Jahren des Zwanzigsten Jahrhunderts beschäftigte sich Field vor allem mit der Philosophie der Mathematik, wo er einen Standpunkt des mathematischen Fiktionalismus entwickelte, dem zufolge mathematische Urteile nützliche Fiktionen, aber nicht als buchstäblich wahr oder falsch zu betrachten sind. Vor allem bestreitet Field die Existenz mathematischer Objekte wie Mengen, womit er sich gegen Willard Van Orman Quine und seinen früheren Mentor Hilary Putnam stellte.
Field war Mitglied des Lehrkörpers der University of Southern California bis 1991. Bevor er 1997 schließlich zum Silver Professor of Philosophy an der New York University wurde, war er Distinguished Professor and Kornblith Professor of Science and Values am Graduiertenkolleg der City University of New York (1991–97). Die Arbeiten der letzten Jahre zeigen einen neuen Schwerpunkt in der Behandlung semantischer Paradoxien. 2003 wurde Field in die American Academy of Arts and Sciences gewählt.

## Ehrungen und Gastprofessuren
- Visiting Fellow, All Souls College, Oxford University, 1979
- Visiting Professor, Massachusetts Institute of Technology, Frühjahr 1984
- Visiting Research Social Scientist, University of Arizona Cognitive Science Program, Frühjahr 1987
- Tang Chun-I Visiting Professorship, Chinesische Universität Hongkong, Frühjahr 2012[4]
- Graduate Prize Fellowship, Harvard University, 1967–70
- National Endowment for the Humanities Research Grant, 1972–73
- Princeton University Bicentennial Preceptorship, 1973–76
- Mellon Postdoctoral Fellowship, University of Pittsburgh, 1976–77 (declined)
- National Science Foundation Research Grant, 1979–80
- Guggenheim Foundation Fellowship, 1979–80
- University of Southern California Nominee for Graves Award for Teaching in the Humanities (1981)
- National Science Foundation Summer Research Grant, 1982
- Mellon Professorship, University of Southern California, 1982–83
- Lakatos Award (für Science Without Numbers), 1986, gemeinsam mit Bas van Fraassen[6]
- National Science Foundation Research Grant, 1988-9
- Nelson Lectures, University of Michigan: twice, 1993 and 1999
- Paul Benacerraf Lecture, Princeton University, 1999
- Shearman Lectures, University of London, 2000
- American Academy of Arts and Sciences, 2003[7]
- John Locke Lectures, 2008, Logic, Normativity, and Rational Revisability.[8]

## Monographien
- Science Without Numbers, Blackwell, 1980
- Realism, Mathematics and Modality, Blackwell, 1989
- Truth and the Absence of Fact, Oxford University Press 2001
- Saving Truth from Paradox, Oxford University Press, 2008